# 清華亭

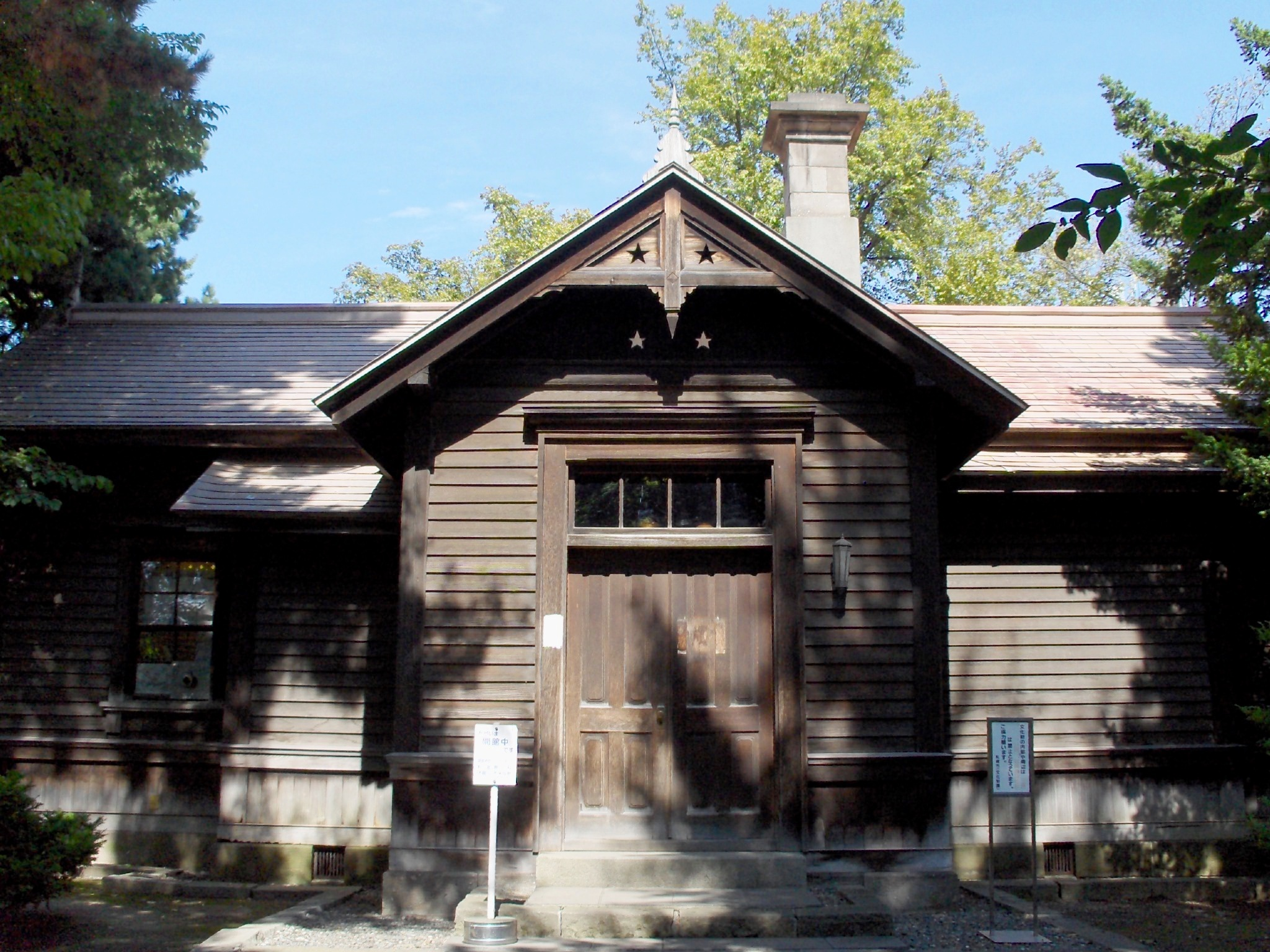
玄関

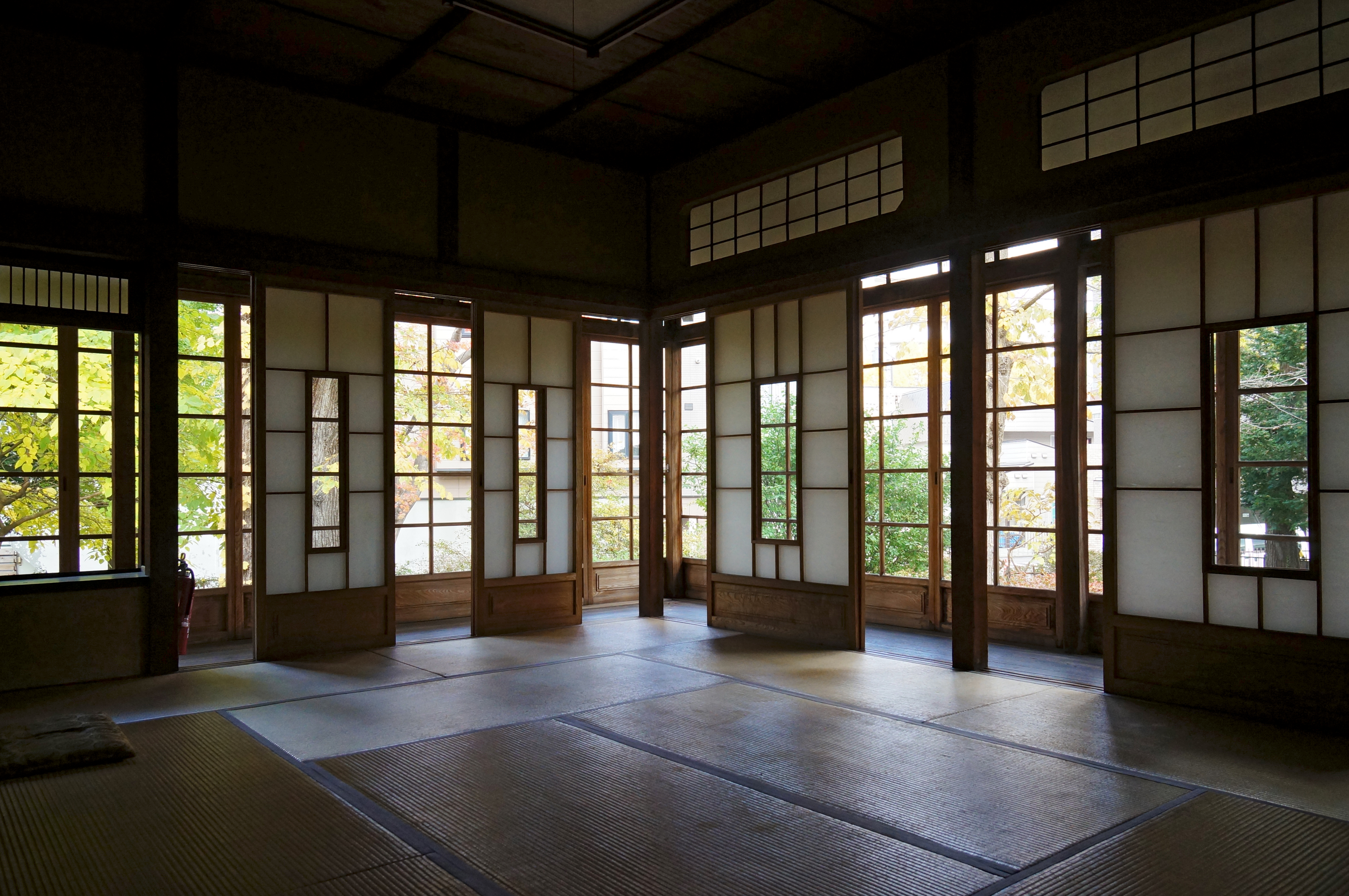
館内

清華亭（せいかてい）は、北海道札幌市北区北7条西7丁目にある明治時代の和洋折衷建築である。1880年に開拓使の手で建造され、1881年に明治天皇の休憩所にされた。現在は札幌市の有形文化財に指定されている。

## 歴史
清華亭は、札幌最初の都市公園である偕楽園内の一施設として1880年に建てられ、翌年の明治天皇北海道巡幸の折、札幌における休憩所として利用された。設計は開拓使工業局による。その後は適当な使い道がなく、1897年に対馬嘉三郎に払い下げられ、会合場所や料亭に使われた。後に横山庄右衛門の所有になり、1912年頃から1929年頃まで、貸家として人を住まわせた。
昭和の初めに明治天皇ゆかりの地を聖蹟（聖跡）として崇拝する運動が現れると、清華亭もそのうちに含められ、住宅利用が批判された。1926年頃に清華亭保存会を結成し、河野常吉を中心として聖蹟の保存を働きかけた。保存会は1929年から清華亭の修理保存を開始し、1933年8月に札幌市に寄付した。同年11月に、清華亭は「明治天皇札幌御小休所」として国の史蹟に指定された。
天皇崇拝にもとづく史跡指定は1948年に解除された。札幌市は清華亭を一時期職員の住宅にした。1961年に明治時代の和洋折衷様式を示す歴史的建築物として、札幌市が有形文化財に指定した。1977年から1978年に、元の姿に復すための復元・修復工事が行われた。

## 年表
- 1880年（明治13年）6月 - 完成。
- 1881年（明治14年）9月1日 - 明治天皇が清華亭で休息した。
- 1897年（明治30年）1月 - 対馬嘉三郎が払い下げを受けた。
- 1929年（昭和4年） - 清華亭保存会が清華亭の管理を始めた。
- 1933年（昭和8年）8月 - 清華亭保存会が市に清華亭を寄付した。
- 1933年（昭和8年）11月3日 - 「明治天皇札幌御小休所」として国の史蹟に指定された。
- 1948年（昭和23年）6月29日 - 上記の史蹟指定が解除された。
- 1959年（昭和34年） - 清華亭遊園が設けられた。
- 1961年（昭和36年）6月7日 - 札幌市の有形文化財になった。
- 1977年（昭和52年） - 清華亭の復元・修復工事がはじまった。
- 1978年（昭和53年） - 工事が完了した。

## 建築
木造の小さな建物で、外観は洋風、内部は和洋折衷であった。洋間、和室それぞれ一部屋と、土間のある台所、玄関、納戸、便所が付属した。外観も内部の間取りも不規則である。庭園はアメリカ人のルイス・ベーマーにより、やはり和洋折衷で作られた。洋室のある西側が22.3坪（約73.7m2）、和室がある東側が14.9坪（約49.4m2）。

## 見学
営業時間:9:00〜16:00
定休日:年末年始
料金:無料
駐車場:なし
電話番号:011-746-1088（警備員詰所）